# Park Narodowy Okapi
Park Narodowy Okapi (fr. Parc National de la Ocapi), także: Rezerwat okapi (fr. Réserve de faune à okapis) – park narodowy w Lesie Równikowym Ituri w północno-wschodniej Demokratycznej Republice Konga o powierzchni 13726 km², założony w 1992 roku. Obszar parku jest jedną z ostatnich ostoi zagrożonego wyginięciem gatunku zwierząt okapi. W parku zamieszkują ponadto inne zagrożone gatunki, m.in. słoń leśny oraz co najmniej trzynaście gatunków naczelnych.
Obszar parku zamieszkany jest przez nomadycznych Pigmejów z plemienia Mbuti oraz rolnicze plemiona Bantu.
Park Narodowy Okapi został w 1996 roku wpisany na listę światowego dziedzictwa UNESCO, a od 1997 znajduje się na liście miejsc zagrożonych ze względu na wypalanie lasów pod pola uprawne oraz kłusownictwo.